# Le Chant de l'Internationale
Le Chant de l'Internationale est une chanson de 1871, écrite par Paul Burani et Isch Vall sur une musique d'Antonin Louis.
Cet chant est écrit pendant et à propos de la Commune de Paris.